# Jacob Horst

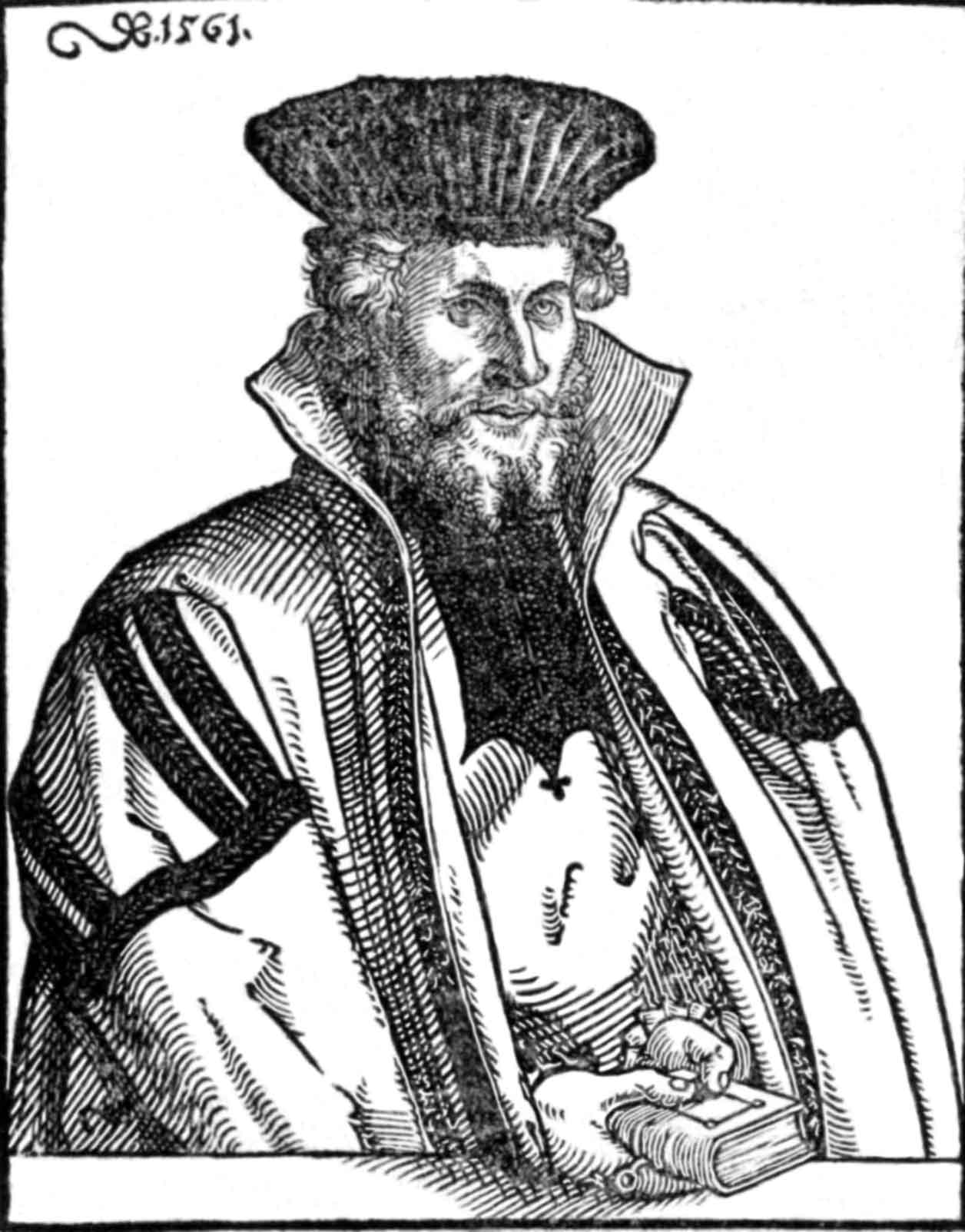
Jacob Horst

Jacob Horst (auch: Jakobus Horstius; * 1. Mai 1537 in Torgau; † 21. Mai 1600 in Helmstedt) war ein deutscher Mediziner.

## Leben
Horst war der vierte Sohn des vermögenden Torgauer Tuchmachermeisters, Schatzmeisters und Ratsherrn Gregor Horst († 1547 in Torgau) und dessen Frau Gertrud Frenzel (* um 1503; † 24. September 1573 in Torgau), der Tochter des Ratsherrn in Prettin Peter Frenzel. Er besuchte ab 1546 die Lateinschule in Torgau, welche unter der Leitung der Rektoren Marcus Crodel und Johannes Moser stand. Hier legte er die Fundamente seiner Bildung, vor allem in der lateinischen und griechischen Sprache. Am 23. Juli 1552 immatrikulierte er sich an der Universität Wittenberg, wo er zunächst philosophische Studien absolvierte. Im Folgejahr wurde er Hauslehrer in Seerhausen. Dort unterrichtete er die drei adligen Herren Gregor, Johannes und Dietrich von Schleinitz und blieb dort zwei Jahre. Im Juli 1556 magistrierte er an der Universität Frankfurt/Oder, wo er sich im Wintersemester 1556/57 als Magister in die Matrikel der Hochschule eintrug. Neben seinen medizinischen Studien verdiente er sich seinen Unterhalt, indem er privat Vorlesungen zur griechischen Sprache und Philosophie abhielt.
Am 15. Oktober 1562 promovierte er zum Doktor der Medizin. In der Folge trat Horst 1563, obwohl er evangelisch war, seine erste Arztstelle als Praktikum im schlesischen (zum Reich der Habsburger gehörenden!) Schweidnitz an, von wo er jedoch schon im Folgejahr als Stadtphysikus nach Sagan wechselte. 1568 kehrte er nach Schweidnitz zurück, wo er nun bis 1576 blieb. In jenem Jahr nahm er eine Stelle als Arzt in Iglau an, von wo er 1580 dem Ruf der niederösterreichischen Landstände als Medicus ordinarius nach Krems folgte. Hier war er auch als erzherzoglich österreichischer Leibarzt tätig. Durch seine medizinischen Arbeiten und Publikationen hatte er sich in der medizinischen Gelehrtenwelt einen Namen erarbeitet.
Bereits 1581 wurde daher in Helmstedt darüber nachgedacht, ihn als Lehrkraft zu gewinnen. Jedoch scheiterte dieses Unterfangen an den damit zusammenhängenden Kosten. Als Horst 1583 auf einer Reise von Lübeck auch Helmstedt durchquerte, erhielt er am 20. Juli des Jahres einen Anstellungsvertrag. Am 9. August 1584 wurde er mit seiner Antrittsvorlesung zweiter Professor der medizinischen Fakultät an der Universität Helmstedt. 1588 und 1594 wirkte er als Prorektor der Alma Mater und war in den Jahren 1587/88 und 1588/89 als Dekan der medizinischen Fakultät aktiv. Daneben wirkte er jedoch bei Bedarf auch in den Städten des Umfeldes als Arzt. Horst pflegte einen umfangreichen wissenschaftlichen Kontakt zu verschiedenen Persönlichkeiten seiner Zeit.
Er verfasste mehrere Bücher über Medizin, der Zeit entsprechend über Hippokrates und Galen. Aber er beobachtete auch seine Umwelt. So entstanden Schriften wie über die Wirkung des Sauerbrunnens in Schwalbach oder das Nachtwandeln. Da er dem Aberglauben anhing, schrieb er darüber die Schrift De aureo dente … über einen goldenen Zahn, mit dem ein Kind geboren wurde und was das zu bedeuten hätte. Dieses Werk erschien auch in einer deutschen Übersetzung. An Übersetzungen lässt sich unter anderem von ihm das Buch des Levinus Lemnius Occulta naturae miracula hervorheben. Diese mehrere Teile umfassende Arbeit erlebte mehrere Auflagen. Sie war vor allem für die Gilden der Wundärzte, Bader etc. gedacht, welche die lateinische Gelehrtensprache nicht verstanden.

## Familie
Horst war zwei Mal verheiratet. Seine erste Ehe schloss er am 15. Oktober 1562 in Frankfurt/Oder mit Sybilla Grube (* 1543; † April 1586), die Tochter des kaiserlichen Rates Adolf Gruben de Benthen (* Bentheim; † 1558). Aus der Ehe stammen mehrere Kinder:
- Sybilla Horst (* 14. September 1564; † 23. Dezember 1565)
- Christoph Horst (* 6. November 1565) Kanoniker und Kämmerer in Magdeburg ⚭ Januar 1591 mit Magdalena, Tochter des Consuls in Magdeburg Thomas Sultzer
- Ludmilla Horst (* 5. Januar 1568) ⚭ 1. Dezember 1589 mit Johann Werner
- Heinrich Adolph Horst (* 25. Mai 1569; † 11. Juni 1632) ⚭ 16. September 1600 mit Elisabeth Unruh (* September 1576; † 18. September 1632), der Tochter des Torgauer Bürgermeisters Anton Unruh (* 13. August 1546; † 10. April 1620) und seiner Frau Magaretha Sachse (* 9. Februar 1549 † 4. April 1618)[2]
- Jacob Horst (* 14. Juni 1570; † 20. September 1570)
- Jakob Horst (* 13. August 1574; † 11. Februar 1598)[3]
- Sybilla Horst (* 12. September 1575)
- Anna Horst (* 26. September 1577; † 15 Wochen al)
- Anna Maria Horst (* 1584) ⚭ mit Martin Hertz in Mutzschen

Seine zweite Ehe schloss er am 17. September 1587 mit Regina Zoch († 4. November 1609), Tochter des Salzgrafen Moritz Zoch (1543–1578). Aus der Ehe stammen ebenfalls mehrere Kinder:
- Julius Horst (* 14. Oktober 1588; † 28. Oktober 1589)
- Hedwig Julia Horst (* 29. Dezember 1589)
- Ludmilla Horst (* 29. November 1590)
- Sophia Horst (* 4. Februar 1592)
- Gregor Gunther Horst (* 24. Oktober 1593)

Weitere Verwandte:
- Gregor Horstius (1578–1636), ein Neffe

## Werke (Auswahl)
- Occulta Naturae Miracula. Von den wunderbarlichen Geheimnissen der Natur und derselben fruchtbarlichen betrachtung nicht allein nützlich sondern auch lieblich zulesen. Leipzig 1569, Band 2 (reader.digitale-sammlungen.de); Steinmann, Leipzig 1572 (reader.digitale-sammlungen.de); Steinmann, Leipzig 1575 (daten.digitale-sammlungen.de). Ebenda Band 2 (daten.digitale-sammlungen.de); Steinmann, Leipzig 1579 (daten.digitale-sammlungen.de); Leipzig 1588 (reader.digitale-sammlungen.de); Steinmann, Leipzig 1589 (reader.digitale-sammlungen.de); Vögelin, Leipzig 1592, (reader.digitale-sammlungen.de); Vögelin, Leipzig / Heidelberg 1600 (reader.digitale-sammlungen.de); Leipzig 1605 (reader.digitale-sammlungen.de); Guth, Frankfurt / Hamburg, 1672;
- Ein Vorwarnung der Kranken, vor ihrem selbs eigenen Schaden und Vorseumnuß. Darinn der Artzneyen ursprung, Anfang, zunemen, und tegenwertiger zustandt, samt vielen wunderbarlichen Geheymnussen der Natur, kürtzlich und deutlich gelehret wird. Ambrosio Fritsch, Görlitz 1574 (daten.digitale-sammlungen.de).
- Theses Medicae. De Memoria bona Conservanda. Jacob Lucius, Helmstedt 1585 (diglib.hab.de).
- Precationes Medicorum Piae.
- Ad varios usus tum studiorum tum etiam operum artis. Quarum multae aliarum quoq; artium studiosis usui esse possunt. Aut ex. sacrorum Bibliorum et sanctorum Patrum precationibus selectae, aut aliàs compositae. Jacob Lucius, Helmstedt 1585 (digitale.bibliothek.uni-halle.de).
- Opvscvlvm de vite vinifera eivsqve partibvs. In quo tum vinorum tum aceti tum etiam passularum differentia, usus, substantia, complexio, vires, & medicamenta complura eaq; optima quam brevissime traduntur. Jacob Lucius, Helmstedt 1587 (reader.digitale-sammlungen.de).
- Theses Medicae De Memoria Deperdita curanda. Jacob Lucius, Helmstedt 1587 (diglib.hab.de).
- Disputationum Medicinalium Catholicarum II. De Temperamentis, vulgo Complexionibus dictis.. Jacob Lucius, Helmstedt, 1588 (daten.digitale-sammlungen.de).
- Disputationum Medicinalium Catholicarum VII. De Sanitate Eiusque Differentiis causis & Accidentibus. Jacob Lucius, Helmstedt, 1589 (daten.digitale-sammlungen.de).
- Disputationum Medicinalium Catholicarum X. De Morbis Eorumque Differentiis Atque Speciebus. Jacob Lucius, Helmstedt, 1590 (reader.digitale-sammlungen.de).
- Disputationum Medicinalium Catholicarum XI. De Causis Morborum Praecipue Internis. Jacob Lucius, Helmstedt, 1590 (daten.digitale-sammlungen.de).
- Disputationum Medicinalium Catholicarum XII. De modo generationis morborum in intemperie ex causis eorum praecipue internis. Jacob Lucius, Helmstedt 1590 (daten.digitale-sammlungen.de).
- Disputationum Medicinalium Catholicarum XIII. De modo Generationis morborum in Compositione et Solutione continui ex causis eorum. Jacob Lucius, Helmstedt 1590, (digitale.bibliothek.uni-halle.de).
- Disputationum Medicinalium Catholicarum XIV. De Symptomatibus Morborum, et Eorum Differentiis atque speciebus. Jacob Lucius, Helmstedt 1590 (reader.digitale-sammlungen.de).
- Theses De Apoplexia. Jacob Lucius, Helmstedt, 1592 (reader.digitale-sammlungen.de).
- De natura differentiis et causis eorum, qui dormientes ambulant, vigilantium opera, eaq; difficilima persiciunt, & aliquando culmina tabulataq; aedium perreptant: cum certa Ratione, tum …, hoc est, praeseruandi cos, ne ad hosce mores redeant: tum …., hoc est, curandi atq; tractandi in ipso paroxysmo. Valentin Vogel, Leipzig 1593 (reader.digitale-sammlungen.de).
- Ordo Studiorum et Lectionum, in Academia Julia, quae est Helmstadii, renovatus et publice propositus initio semestris hiemalis Anno 1594. à die festo Michaëlis. Jakob Lucius, Helmstedt 1594 (digitale.bibliothek.uni-halle.de).
- De Aureo Dente Maxillari Pueri Silesii, Primvm, utrum eius generatio naturalis fuerit nec ne; Deinde an digna eius interpretatio dari queat. Et De Noctambulonum Natura, Differentiis et Causis, eorumque tam praeseruatiua quam etiam curantiua, denuo auctus liber. Valentin Vogel, Leipzig 1595 (daten.digitale-sammlungen.de); ebenda 1596 (digitale.bibliothek.uni-halle.de);
- Theses de Paralysi. De quibus deo Trino et uno Auspice. Jacob Lucius, Helmstedt 1595 (digitale.bibliothek.uni-halle.de).
- Von den Nachtwanderern. Leipzig 1596 (reader.digitale-sammlungen.de).
- De Natura Occultorum Et Prodigiosorum Dissertatio. Abraham Lamberg, Leipzig 1597 (reader.digitale-sammlungen.de).
- Disputationes Medicinales Catholicarum XVI. De Crisibus Morborum et Criticis Diebus, Mensibus et Annis ex eis. Jacob Lucius, Helmstedt, 1597 (daten.digitale-sammlungen.de).
- Rath in Pestilentz zeiten, Wie man die verhüten und in nothfall Curiren sol, zu nothurfft aller bußfertigen Christen. Conrad Horn, Heinrichstadt 1597 (daten.digitale-sammlungen.de).
- Rath, In Pestilentzischer Dysenteria dieses 99. Jahrs, welchs auff Deudsch billig genant wird, die anfellige vnd gefehrliche Rote Ruhr oder Wehe wie man die vorhuetten vnd in Nothfall Curieren sol zu Notturfft vieler betruebten vnnd Bußfertigen Christen. Jakob Lucius, Helmstedt 1599 (diglib.hab.de).
- Disputationum Medicarum Viginti : continentes universae medicinae delineationem locis Hippocraticis & Galenicis ut plurimum illustratam. Clemens Berger, Wittenberg, 1609 (herausgegeben durch seinen Neffen Gregor Horstius; reader.digitale-sammlungen.de)
- Herbarium Horstianum, Seu De Selectis Plantis Et Radicibus : libri duo. Marburg 1630 (herausgegeben durch seinen Neffen Gregor Horstius; reader.digitale-sammlungen.de).